# Inticina
L'Inticina è un formaggio a pasta semidura prodotto a San Candido, con latte d'alpeggio proveniente dall'alta Val Pusteria.
Le forme hanno un peso di circa 12 kg. Il sapore è intenso e piccante.
Deve il nome alla denominazione in lingua ladina di San Candido.
L'Inticina è stato riconosciuto quale prodotto agroalimentare tradizionale fino all'aggiornamento del 2020, mentre dal 2021 non compare più nell'elenco.